# Уткіно (Ленінградська область)
Уткіно (рос. Уткино) — селище у Виборзькому районі Ленінградської області Російської Федерації.
Населення становить 6 осіб. Належить до муніципального утворення Полянське сільське поселення.

## Історія
До 1917 року населений пункт перебував у складі Виборзької губернії Великого князівства Фінляндського. З 1918 по 1940 та в роки Другої світової війни між 1941 та 1944 роками у складі незалежної Фінляндії. Відтак — у складі Ленінградської області.

## Населення
| 2007 | 2010 | 2017 |
| ---- | ---- | ---- |
| 6    | ↗15  | ↘6   |